# Aleksandr Bortnikov
Aleksandr Bortnikov (în rusă Алексaндр Васильевич Бoртников; n. 15 noiembrie 1951, Molotov, RSFS Rusă, URSS)  este un ofițer de informații rus care ocupă funcția de director al Serviciului Federal de Securitate din Rusia (FSB) din 2008. Este unul dintre cei mai puternici membri ai fracțiunii silovik din cercul interior al președintelui Vladimir Putin. Erou al Federației Ruse din 2019, el deține și gradul de general de armată, cel mai înalt grad folosit de Armata Rusă.